# زيبشي
زيبشي (بالإنجليزية: Žepče)‏ هي مدينة في كانتون زينيكا-دوبوي في البوسنة والهرسك.
يبلغ عدد سكانها حوالي 31٬582 نسمة.

## معرض صور

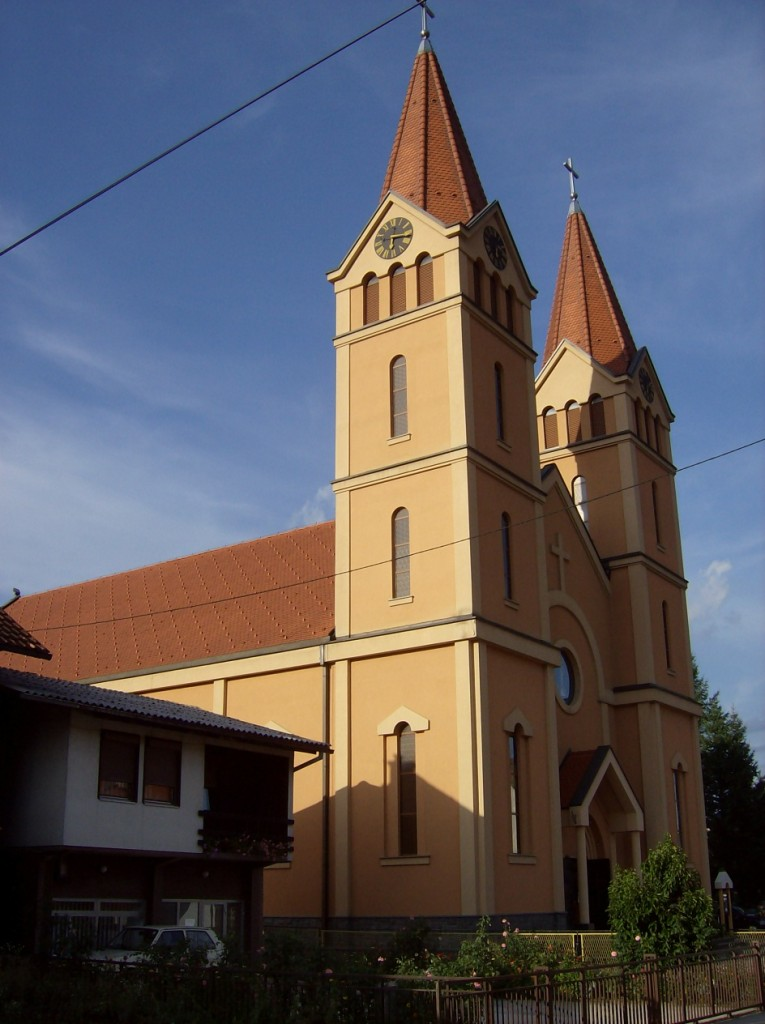
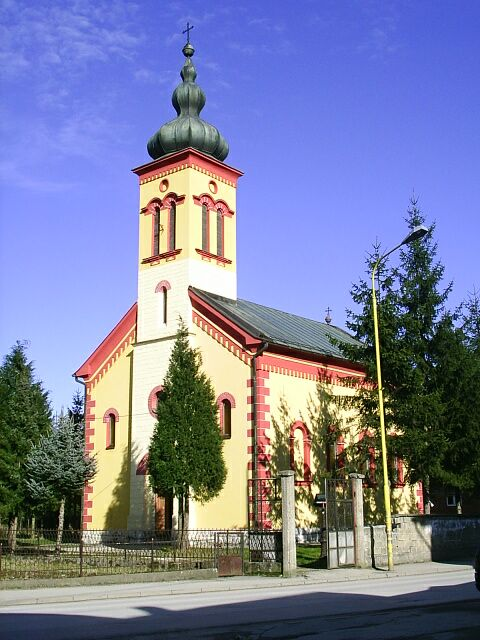
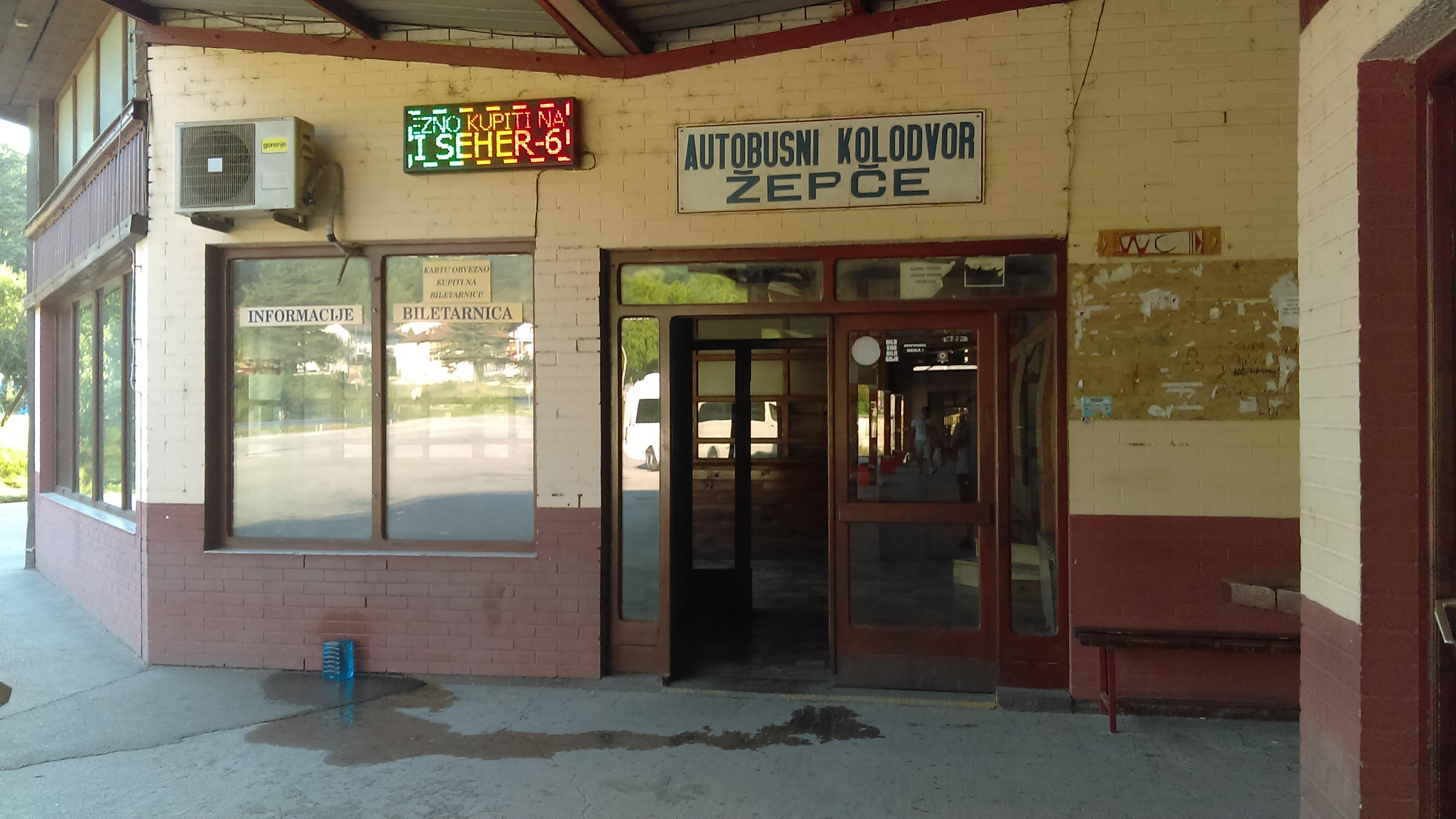
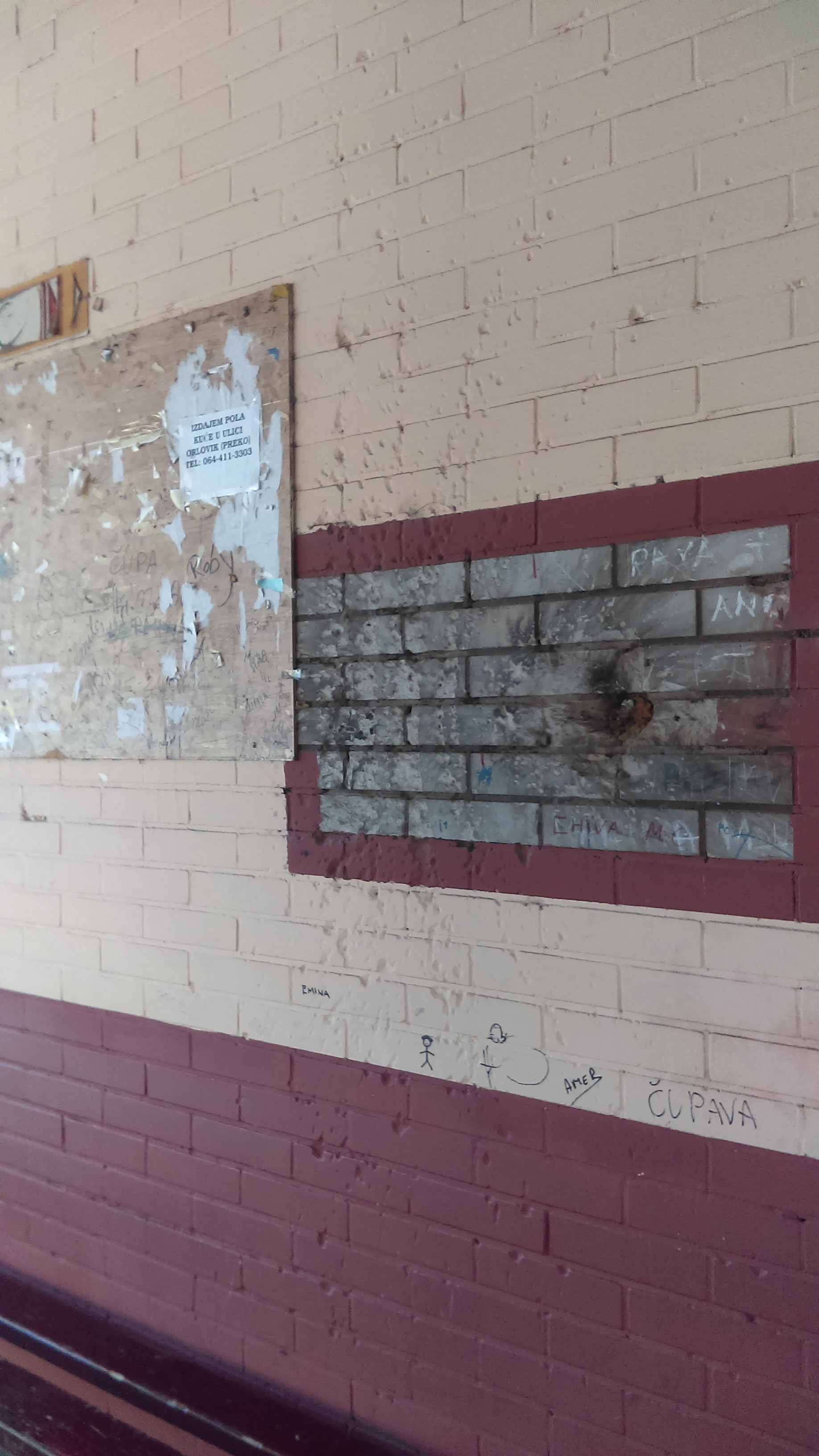
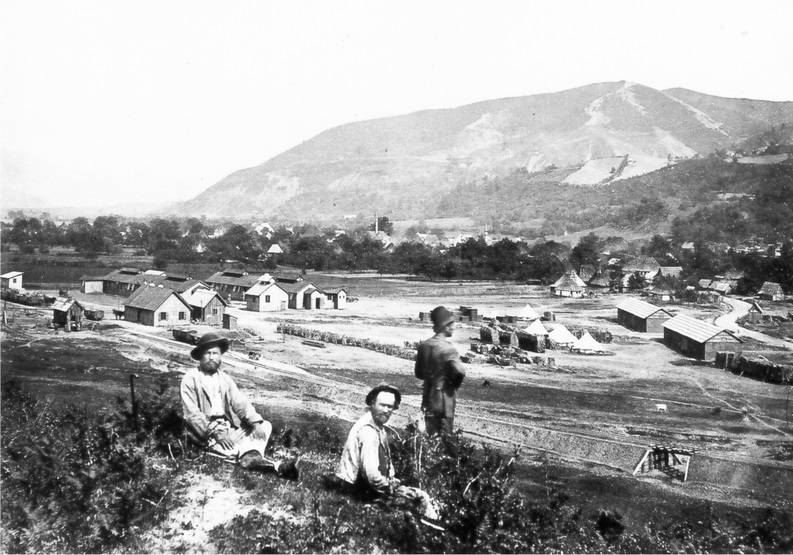
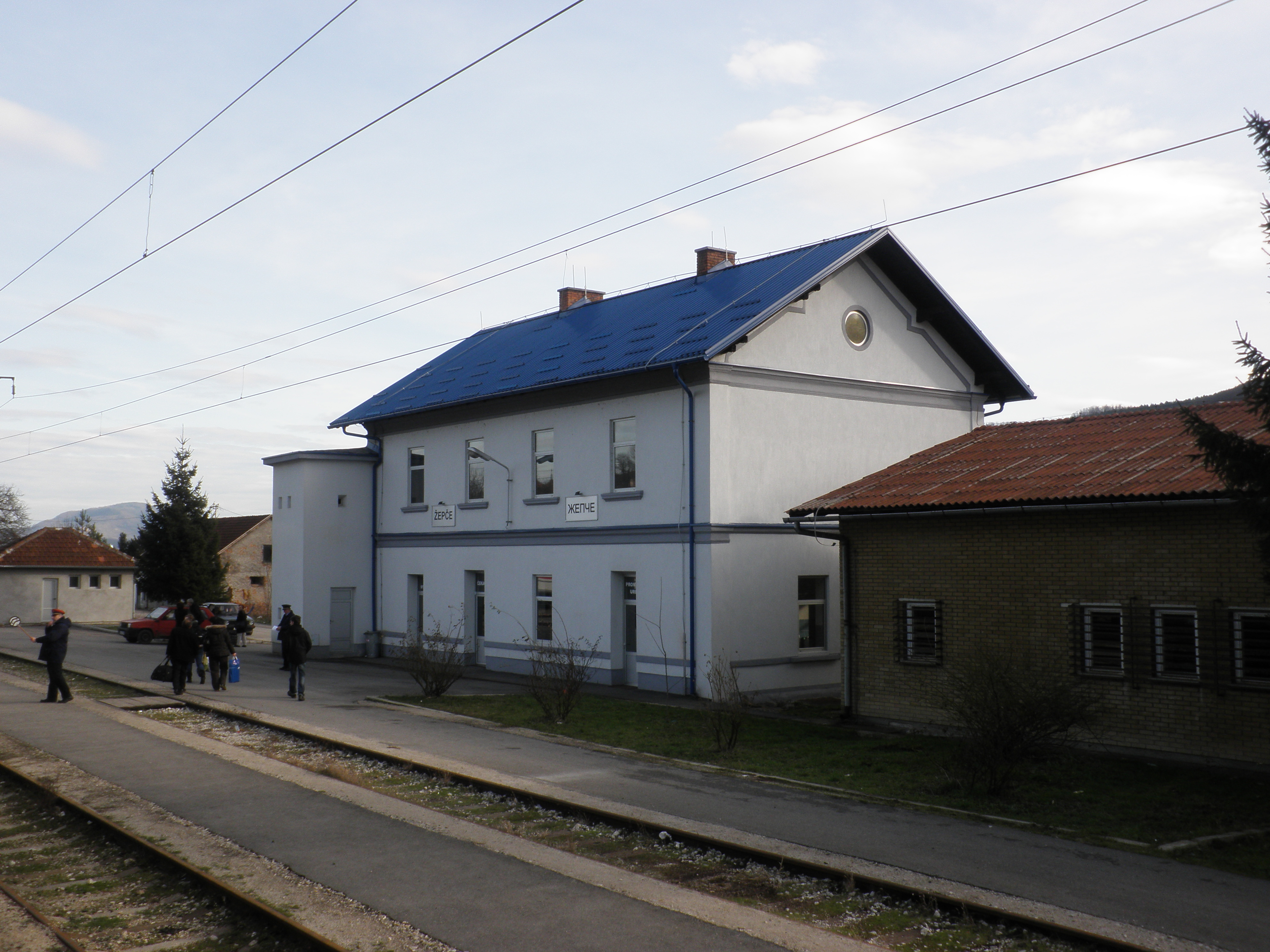